# Louis G. Dreyfus
Louis Goethe Dreyfus Jr. (1889-1973) fue un diplomático estadounidense. Como diplomático experimentado, se desempeñó como ministro y embajador en Afganistán en diferentes momentos; su carrera en el Departamento de Estado finalmente duró más de 40 años.

## Biografía
Después de graduarse de la Universidad de Yale en 1910, ingresó al Servicio Exterior en 1911.
Después de sus puestos en Berlín, París y América del Sur, fue nombrado embajador estadounidense en Irán en 1939.
Debido a un incidente que involucró al ministro iraní, (que fue sorprendido a exceso de velocidad en Elkton, Maryland) y la policía de Elkton, junto con la cobertura periodística posterior, el gobierno iraní llamó a su ministro a principios de 1936. El incidente provocó una ruptura diplomática: todos los asuntos consulares se tramitaron a través de un chargés d'affaires hasta 1939, momento en el que Dreyfus fue nominado.
Mientras estaba en Irán, Dreyfus informó sobre la invasión anglo-soviética de Irán al  Departamento de Estado.
Dreyfus también se desempeñó como ministro de Islandia, tanto antes como después de que  se convirtiera en república; y ministro en Suecia después de la Segunda Guerra Mundial.
También se desempeñó como jefe interino del Cuerpo de Inspección del Servicio Exterior (lo que más tarde se convirtió en el inspector general del Departamento de Estado) de 1947 a 1948, antes de regresar finalmente a Afganistán como  Embajador de Estados Unidos desde 1949 hasta 1951, cuando fue sucedido por George R. Merrell.
Después de retirarse del Departamento de Estado en 1951, vivió en  Santa Barbara, California, hasta su muerte el 19 de mayo de 1973.